# مشاريع صناعية صغيرة
المشاريع الصناعية الصغيرة أو الذرية هي المشاريع التي يقوم عليها الصانع أو التاجر الصغير. فيقدم عمله ورأسماله وسائر عناصر الإنتاج وقد يستخدم قليلاً من العمال ولكنه يبقى على صلة مستمرة معهم ومع العمل، ثم إنه يييع منتجاته في السوق ويخضع لقانون العرض والطلب في السعر، ولئن كان يبتغي الربح من عمله فإن الربح ليس كل غايته، وما يحفزه للعمل حب المهنة أو حب الاستقلال أو ذوق الإتقان، كالمجلد الذي يحب اتقان عمله ليحافظ على سمعته.
ولقد كانت المشاريع الصغيرة هي السائدة في القرون الوسطى وفي العصور الأخيرة في الإنتاج والمعادلة؛ ثم بدأت تنكفيء في كثير من القطاعات إعتباراً من أواخر القرن الثامن عشر ليحل محلها المشروع الرأسمالي . ولئن تنبأ كارل ماركس بزوالها، تحت ضغط حركة التمركز، إلا أن التمركز الذي شمل المشاريع فجعلها أكبر حجما لم يقض على كثير من المشاريع الصغيرة التي بقيت حتى الآن في كل من القطاعين الصناعي والتجاري وفي الصناعات المنزلية.